# Diego Soñora
Diego Luis Soñora (17 de julio de 1969, Merlo, Provincia de Buenos Aires, Argentina), conocido por su apodo «Chiche», es un exfutbolista argentino que se desempeñaba en la posición de defensor. Actualmente trabaja como ayudante técnico en las inferiores de Boca Juniors, en la formación de jóvenes junto con Blas Giunta.
Surgido de las inferiores del Club Atlético Boca Juniors, fue en el club «xeneize» en donde logró destacar mayormente. 
Su debut se produjo en el año 1988. Al momento de abandonar la institución obtuvo la cantidad de cinco títulos con el conjunto de la ribera. Los que incluyen el Torneo Clausura 1992 en el plano local y la Supercopa Sudamericana 1989, Recopa Sudamericana 1990, Copa Máster de Supercopa 1992 y Copa de Oro Nicolás Leoz 1993, en el plano internacional.
Continuó su carrera en una gran variedad de clubes de la Major League Soccer de Estados Unidos.
Se retiró en el Deportes Concepción de la Primera División de Chile en el año 2002 a la edad de 33 años. 
Es padre del actual futbolista argentino-estadounidense Joel Soñora, quien nació en Estados Unidos cuando «Chiche» se encontraba disputando su carrera en aquel país y de Alan Soñora, juvenil enganche de Huracán

## Trayectoria
Jugaba de marcador de punta y volante derecho. Surgido de las inferiores de Boca Juniors, llegó a primera junto a Walter Pico y Diego Latorre. De buena técnica, empezó como volante por derecha. Tabárez, al llegar en 1991, lo ubicó como lateral derecho y su rendimiento mejoró notablemente, siendo fundamental en aquel equipo que logró ganar el Torneo Apertura 1992. Entre 1994 y 1996 perdió el puesto con Vivas, y ese mismo año emigró a los Estados Unidos. En EE. UU. ganó la MLS Cup con DC United. Jugó un partido en la Selección Argentina ante Resto del Mundo el 29 de octubre de 1991.

## Clubes
| Club                | País           | Año       |
| ------------------- | -------------- | --------- |
| Boca Juniors        | Argentina      | 1988-1996 |
| Dallas Burn         | Estados Unidos | 1996-1997 |
| MetroStars          | Estados Unidos | 1998      |
| D.C. United         | Estados Unidos | 1999      |
| Deportes Concepción | Chile          | 2000-2001 |
| Tampa Bay Mutiny    | Estados Unidos | 2001      |
| Cerro Porteño       | Paraguay       | 2002      |

## Palmarés

### Campeonatos nacionales
| Título           | Equipo       | País      | Año    |
| ---------------- | ------------ | --------- | ------ |
| Primera División | Boca Juniors | Argentina | A-1992 |

### Campeonatos internacionales
| Título                 | Equipo       | Sede         | Año  |
| ---------------------- | ------------ | ------------ | ---- |
| Supercopa Sudamericana | Boca Juniors | Avellaneda   | 1989 |
| Recopa Sudamericana    | Boca Juniors | Miami        | 1990 |
| Copa Master            | Boca Juniors | Buenos Aires | 1992 |
| Copa de Oro            | Boca Juniors | Buenos Aires | 1993 |

## Vida personal
Diego es padre de Joel Soñora, que actualmente juega en el Club Atlético Colón de Santa Fe de Argentina, y su hermano Alan Soñora que juega en el conjunto del Club Huracán de Parque Patricios.